# Аппер, Феликс
Феликс Антуан Аппер (фр. Félix Antoine Appert; 12 июня 1817, Saint-Remy-sur-Bussy — 18 апреля 1891, XVI округ Парижа) — французский  военачальник, политик и дипломат, корпусной генерал, ключевой участник подавления восстания парижских коммунаров (1871), посол Франции в Российской империи (1883—1886), кандидат в президенты Франции (1887, проиграл Сади Карно). 

## Биография
Родился в 1817 году, вскоре после окончания Наполеоновских войн, в городке Сен-Реми-сюр-Бюсси. Выучился на офицера и отправился в Северную Африку где служил адъютантом при штабе маршала Тома-Роберта Бюжо и получил орден Почётного легиона за отвагу, проявленную в битве при Исли, после чего даже попал, вместе с генералом Бюжо, на картину созданную по горячим следам для украшения Версальского дворца в память об этом сражении.
В 1853 году, будучи адъютантом маршала Франции Жака Луи Рандона, был повышен до шефа батальона. Вскоре после этого маршал маршал Пелисье, знавший Аппера в Алжире, вызвал его к себе для участия в Крымской войне, также в качестве адъютанта. В этом качестве Аппер принимал участие в осаде Севастополя. 
По окончании Крымской войны, Аппер вернулся во Францию, где стал начальником штаба Императорской гвардии Второй империи. Полковник (1862), бригадный генерал (1870). После окончания Франко-Прусской войны принял деятельное участие в подавлении событий Парижской коммуны. В качестве руководителя военной юстиции Аппер руководил судом над парижскими коммунарами в Версале. Всего из 10 137 повстанцев, которых судил военный суд, к смертной казни было приговорено 95, к принудительным работам — 251,  к ссылке и высылке — 4 586, к тюремному заключению — 3 359, в том числе 55 несовершеннолетних старше 16 лет отправлено в тюрьму. 
3 мая 1875 года Феликс Аппер был произведён в дивизионные генералы. В дальнейшем он возглавлял 17-й армейский корпус, а затем был отправлен послом в Россию. Генерал Аппер был послом либо в 1882—1884, либо в 1883—1886 годах; на этот счёт в источниках имеются разночтения. Вскоре после своего возвращения во Францию, он принял участие в президентских выборах 1887 года. Аппер получил 72 голоса выборщиков и пришёл пятым из семи кандидатов, из которых победитель, Сади Карно получил 303 голоса, а седьмой по счёту кандидат, некий Флоке — только пять. 
В дальнейшем Аппер отошёл от активной политической деятельности. Он вышел в отставку в звании корпусного генерала (по некоторым данным, ещё в 1884 году). Он скончался в пригороде Парижа (16-й округ) в 1891 году. Его память увековечена в названии улицы в том же округе. 
У генерала Аппера и его жены Элинор было два сына, один из которых стал бригадным генералом, а второй — полковником, и две дочери, одну из которых генерал  выдал замуж за аристократа, а вторую — замуж за сенатора.